# Fast & Furious Crossroads
Fast & Furious Crossroads é um jogo eletrônico de corrida e RPG de ação baseado na franquia de filmes Fast & Furious. Ele foi desenvolvido pela Slightly Mad Studios e publicado pela Bandai Namco Entertainment. Com um lançamento inicial planejado para maio de 2020 para Microsoft Windows, PlayStation 4 e Xbox One, ele foi adiado para 7 de agosto do mesmo ano graças à pandemia de COVID-19 e o subsequente atraso de F9. Em seu lançamento, ele foi negativamente recebido pela crítica.

## Jogabilidade
Fast & Furious Crossroads se passa em diversos locais no mundo e inclui personagens principais da franquia Fast & Furious. O jogo possui um modo história e diversos modelos de carros. Além do modo narrativo para um jogador, um modo multijogador também está disponível.

## Elenco
- Vin Diesel como Dominic Toretto
- Michelle Rodriguez como Letty Ortiz
- Tyrese Gibson como Roman Pearce
- Sonequa Martin-Green como Vienna Cole
- Asia Kate Dillon como Cameron "Cam" Stone
- Imari Williams como Lamar
- Christian Lanz como Sebastian
- Andres Aguilar como Mauricio
- Peter Stormare como Ormstrid
- Tamika Simpkins como Salome
- Usman Ally como Kai

## Desenvolvimento
Fast & Furious Crossroads foi anunciado durante a premiação The Game Awards 2019 com seu lançamento planejado para maio de 2020 para Microsoft Windows, PlayStation 4 e Xbox One seguindo o lançamento de F9 nos cinemas. Entretanto, a pandemia de COVID-19 forçou que ambos fossem adiados. Em maio de 2020, foi anunciado que o jogo seria lançado em 7 de agosto de 2020.
A Bandai Namco Entertainment anunciou em março de 2022 que o jogo seria retirado de todas as lojas digitais no final de abril de 2022, com as vendas sendo interrompidas no dia 29 de abril.

## Recepção
Fast & Furious Crossroads recebeu análises "geralmente desfavoráveis" em todas as plataformas de acordo com o agregador de críticas Metacritic, com médias de 34/100 para Windows, 35/100 para PlayStation 4 e 49/100 para Xbox One.
Luke Reilly da IGN deu ao jogo uma nota de 4/10, afirmando que ele é "curto, raso e surpreendentemente simples, e é nada além de uma decepção desastrosa em praticamente todos os aspectos."